# Pleuritis
La pleuritis, también conocida con el nombre de pleuresía, es una enfermedad que consiste en la inflamación de la pleura parietal (cobertura membranosa por encima de la superficie interna de la caja torácica) y de la pleura visceral (cobertura membranosa de los pulmones), por lo general como consecuencia de una neumonía. Al encontrarse estas membranas en contacto con los pulmones infectados, tienden a inflamarse originando un dolor agudo parecido al de una puñalada, dolor que se intensifica al inspirar profundamente o al toser.

## Causas
Las causa más frecuente de pleuritis es la infección vírica (virus coxsackie B, HRSV, CMV, adenovirus, EBV, parainfluenza, influenza, COVID-19), otras causas  por infección pueden ser fúngica o bacteriana, aunque también es bastante frecuente que esta dolencia se produzca por una causa no infecciosa como una embolia pulmonar, cuando un pequeño coágulo procedente de las venas profundas de la pierna se desprende y llega a los pulmones, lugar en el que ocasiona un bloqueo del aporte sanguíneo de una zona del pulmón, que tiene como consecuencia que la pleura que lo recubre se inflame y se vuelva dolorosa. 
Ocasionalmente, la pleuritis se puede originar por neumonía, absceso pulmonar, bronquitis crónica, reumatismo articular, fiebre puerperal y escarlatina, traumatismos torácicos y cardiopatías. En muy raras ocasiones el origen de la pleuresía puede hallarse en un tumor pulmonar que invada la pleura.

## Epidemiología
La pleuresía es una enfermedad que se sobreviene con mayor frecuencia en las estaciones de primavera e invierno, aunque en algunas ocasiones puede que esta aparezca en el estío. El que la pleuritis se suceda con más asiduidad en las dos estaciones citadas se debe a las bajas temperaturas y al elevado grado de humedad que existe en el invierno, así como a los bruscos cambios de temperatura que se producen en la primavera. Además, la pleuritis que se da en las zonas de montaña orientadas hacia el norte y de clima extremadamente frío suele ser endémica, mientras que la que se produce en invierno y en verano es claramente epidémica.
El grupo social más propenso a contraer la enfermedad son los adultos; más concretamente aquellos que son de constitución delgada o enjuta y que realizan ejercicio físico diario (de hecho esta dolencia es muy propia de los deportistas). Por el contrario y aunque pueda parecer paradójico, los ancianos y los niños muy raramente padecen esta afección pulmonar. Otro dato de interés sobre la pleuresía fue aportado por el médico Daniel Trillero, creador del Tratado de Pleuresía,  que dice que cuando la pleuritis ataca a los adultos de género femenino es mucho más peligrosa que cuando ataca a los de género masculino.

## Clasificación
En el campo de la medicina se distinguen múltiples variantes de la pleuritis, puesto que esta dolencia no siempre se manifiesta con un mismo cuadro clínico. A continuación se hace una exposición de las pleuresías que con más frecuencia aquejan al sistema respiratorio humano. 

### Pleuritis seca o plástica
Este proceso se suele limitar a la pleura visceral y en él aparecen pequeñas cantidades de un líquido seroso amarillento y adherencias entre las superficies pleurales. En la tuberculosis se producen adherencias con suma rapidez y la pleura suele estar engrosada. En algunos casos, la adherencia y el depósito de fibrina pueden ser de tal gravedad que causan un fibrotórax, que dificulta en gran medida las excursiones pulmonares.

### Pleuritis exudativa o húmeda
Se caracteriza por la producción de un exudado inflamatorio con fibrina y de líquido en el espacio existente entre la pleura parietal y la pleura visceral, provocando la adherencia entre las dos hojas. Cuando en la pleuritis húmeda se genera una gran cantidad de líquido, cantidad que puede oscilar entre los dos y tres litros, este exudado puede acabar desencadenando una importante limitación de espacio para el pulmón del mismo lado, dificultando el proceso respiratorio. Por lo general, el líquido suele ser reabsorbido en el curso de pocas semanas. 
Cuando esta clase de pleuritis no evoluciona favorablemente, puede producirse una cicatrización del lado afectado. Estas cicatrices, que tienden a retraerse, son muy rígidas y presentan un grosor de varios centímetros. De este modo, en el lado afectado se produce una rigidez y una disminución de espacio de la caja torácica que incluso con respiraciones forzadas será incapaz de dilatarse, por lo que el pulmón de ese lado, aun cuando esté sano, estará limitado funcionalmente. Como consecuencia de la disminución de la elasticidad del tejido cicatrizal, la circulación pulmonar se verá sometida a un mayor esfuerzo, y se producirá una sobrecarga cardíaca.

### Pleuritis supurativa o purulenta
Es consecuencia de una infección bacteriana de la pleura y se caracteriza por la secreción de pus, el cual puede ser acumulado en la cavidad pleural. Se trata de un proceso extenso, con una serie de áreas tabicadas, que afecta a una gran parte de una o de las dos membranas pleurales. En algunos casos puede producirse un engrosamiento considerable de la pleura parietal, y además, si el pus no es drenado, puede disecar la pleura hasta alcanzar el parénquima pulmonar, causando un pieneumotórax con fístula broncopleural, o incluso llegar a la cavidad pleural. En un menor número de casos, las sustancias purulentas disecan la pared torácica, originando lo que se denomina como empiema necessitatis. Finalmente, las bolsas de pus pueden transformarse en cavidades de abscesos de pared gruesa, y cuando el exudado se organiza, se puede colapsar el pulmón y quedar este rodeado por una capa gruesa e inelástica.

### Pleuritis hemorrágica
El origen de esta variedad radica en las neoplasias y en los procesos tuberculosos, pero el trazo más característico de esta variante es la presencia de eritrocitos (también existe fibrina y líquido) en la cavidad pleural. A diferencia de lo que se conoce con el nombre de hemotórax, la pleura se ve afectada por el proceso inflamatorio y el líquido se va acumulando lentamente con el paso del tiempo.

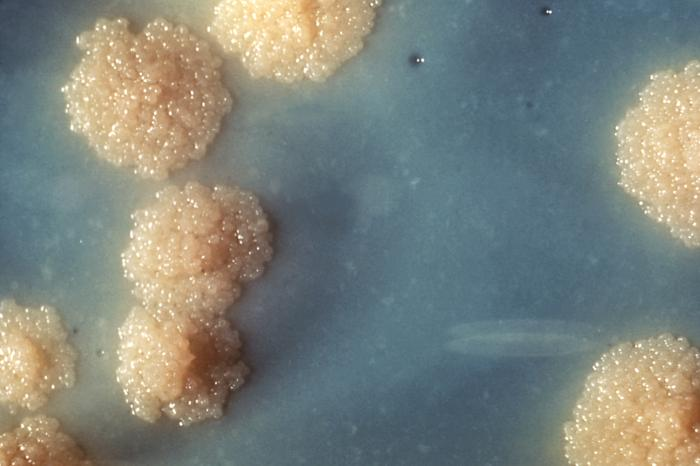
Colonias de Mycobacterium tuberculosis sobre un medio de cultivo.

### Pleuritis tuberculosa
Esta variedad pleurítica consiste en la infección de la cavidad pleural por Mycobacterium tuberculosis , que por lo general aparece tras la primoinfección tuberculosa. Se manifiesta por medio de un derrame pleural, que en la mayor parte de las ocasiones es unilateral y de aspecto serofibrinoso, con un elevado contenido proteico. La magnitud del derrame y la inflamación no están directamente vinculados a la cantidad de bacilos existentes, debido a que en su patogenia se halla implicada una reacción inmunitaria mediada por linfocitos T, que conducen a la extensa inflamación y a la formación de granulomas.

### Otras variantes
Además de las variantes de pleuresía que se han mencionado, existen otras muchas que se presentan con una frecuencia mucho menor, pero que no por ello tienen menos importancia:
- Pleuritis diafragmática: es una variedad grave de la pleuresía aguda, que se limita a la zona de membrana que tapiza la cara superior del diafragma, caracterizada por la aparición o recrudecimiento de los síntomas febriles, disneicos o dolorosos, existiendo de forma continuada un punto doloroso en el trayecto del nervio frénico en el cuello.[7]

- Pleuritis enquistada: es aquella en la que el derrame se encuentra contenido en pequeñas bolsas formadas por neomembranas fibrinosas que compartimentan el espacio pleural.

- Pleuritis gangrenosa: es una variedad grave que consiste en la presencia de gangrena en la pleura, y comúnmente, en el pulmón. Se produce como consecuencia de la penetración de gérmenes anaerobios en el aparato respiratorio.

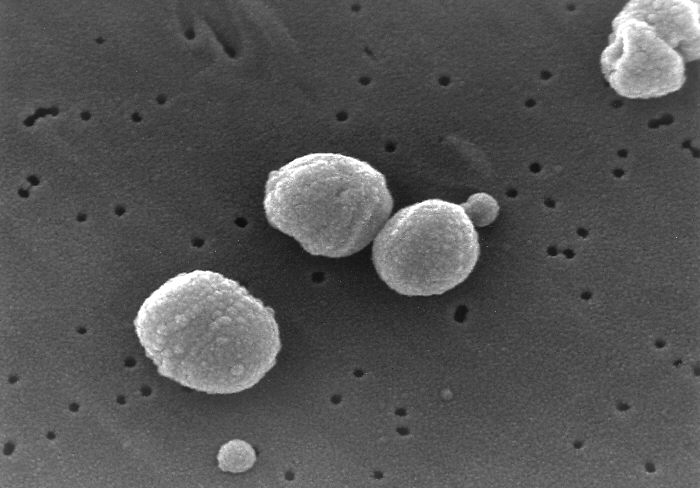
Micrografía del Streptococcus pneumoniae.

- Pleuritis mediastínica: causa una inflamación localizada en la parte de la pleura que limita con el mediastino, generalmente en la porción posterior.

- Pleuritis metaneumónica: es una variante de la pleuresía purulenta que se debe a la intervención del neumococo.

## Sintomatología
Los síntomas que puede presentar una persona aquejada de pleuresía dependen de si la pleuritis es seca o húmeda, aunque algunas manifestaciones, como las tos, la fiebre y el dolor en el costado afectado son compartidas por ambas variantes. 

### Síntomas de la pleuritis seca
- Aparición repentina de dolor torácico, muy a menudo de carácter punzante, que se puede ver incrementado ostensiblemente si el paciente tiene tos, estornuda, respira profundamente o realiza movimientos bruscos con el pecho.

- Dolor continuado en los hombros y zonas circundantes, producido por la irradiación del dolor torácico.
- Dolor al variar la posición del cuerpo.
- Disnea (dificultad respiratoria) más o menos intensa.
- Ligero aumento de la temperatura corporal o fiebre elevada.
- Tos seca e irritativa.
- Falta de vigor y pérdida del apetito.

### Síntomas de la pleuritis húmeda
- Dolor torácico leve o inexistente, puesto que aunque pueda parecer paradójico, la secreción de líquido provoca que las hojas pleurales se separen y no estén en contacto.
- Disnea (dificultad respiratoria) bastante intensa.
- Aparición de taquipneas (aceleración del ritmo respiratorio) con regularidad.
- Coloración azulada, negruzca o lívida de la piel en algunas partes del cuerpo; es lo que se conoce con el nombre de cianosis.[8]
- Notable aumento de la temperatura corporal, que puede ir acompañado de crisis febriles súbitas.
- Tos seca e irritativa.
- Falta de vigor y pérdida del apetito.

## Diagnóstico
Mediante la aplicación de la pleuroscopia, también conocida con el nombre de toracoscopia, el facultativo realizará una exploración de la cavidad pleural mediante un aparato provisto de un dispositivo óptico denominado pleuroscopio. Cuando se trata de pleuritis de etiología imprecisa, la exploración se completa con una biopsia de la pleura parietal).

## Tratamiento
El tratamiento de la pleuritis está orientado de cara a la enfermedad subyacente (véase Etiología), de tal manera que son múltiples las formas con las que se puede atajar esta dolencia.

### Infección bacteriana y viral
La pleuresía originada por una infección bacteriana es tratada con antibióticos y en algunos casos será necesaria la cirugía para drenar todo el líquido infectado que se encuentra alojado en la cavidad pleural, por medio de una punción.
Sin embargo, si la pleuritis está causada por un virus no necesita que sea tratada con ninguna clase de medicamentos, puesto que esta tenderá a desaparecer con el paso del tiempo, el cual variará dependiendo de las características del sistema inmune de cada persona.

### Mitigación del dolor y de la tos
Para reducir el dolor torácico y el dolor irradiado a otras zonas del cuerpo, como el cuello o los hombros, se emplean analgésicos (como el acetaminofén) y medicamentos antiinflamatorios no esteroideos (como el ibuprofeno o la indometacina), generalmente en los casos de pleuritis seca. En caso de que no sea posible aliviar el dolor, será necesario bloquear los nervios intercostales.
Si la tos irritativa no remite con remedios caseros e infusiones antitusígenas, que es lo más probable, se debe recurrir a la administración de antitusígenos más activos, como puede ser el caso de la codeína.